# Tecolote, Nicargaua
Tecolote är en badstrand och en comarca i kommunen Nagarote i västra Nicaragua. Den ligger vid Stillahavskusten strax sydost om den populära badorten El Tránsito.

## Befolkning
Comarcan har 201 invånare.

## Aktiviteter
Det finns utmärkta badmöjligheter längs den 300 meter långa havsstranden. Vid norra änden av stranden mynnar det lilla Tecoloteestuariet ut i havet.